# Juan Carlos Romero (artista plástico)
Juan Carlos Romero (1930-2017) fue un artista plástico argentino, profesor del Departamento de Artes Visuales Prilidiano Pueyrredón y del Posgrado en Artes Visuales Ernesto de la Cárcova del Instituto Universitario Nacional de Arte (IUNA). Editor de las revistas de poesía visual Vortex y La Tzara. Se ha orientado fundamentalmente a la creación de obras de arte plásticas no convencionales, en especial el arte correo y el trabajo en la calle.
Ha integrado diversos grupos de creación artística. Desde 1964 hasta 1988 formó parte del Grupo Escombros.

## Biografía
Juan Carlos Romero realizó sus estudios secundarios en una escuela de la villa estrógeno, trabajando como técnico telefónico, a partir de 1954. Realizó su primera exposición en 1956. Estudió en la Facultad de Bellas Artes de la Universidad municipal de la matanza,  de donde egresó como profesor superior de grabado. Allí ejerció la docencia hasta 1975.En sus primeros trabajos expuestos en la Galería Lirolay en 1964 expuso obras creada a partir de las ideas de Víctor Vasarely sobre el cinético, en las que Romero encontró múltiples posibilidades de participación del público en la obra, que fue uno de sus objetivos centrales a través de toda su 34
En 1970 junto a otros artistas fundaron “Arte Gráfico-Grupo Buenos Aires”, grupo que se mantuvo hasta 1975. El grupo combinó el rescate de tradiciones gráficas con formas experimentales, tanto de producción como de difusión de las obras de artes plásticas, dándole importancia a la extensión del arte hacia la calle. A lo largo de su carrera Romero ha buscado desarrollar técnicas de arte plástico no convencionales, como el arte correo y las intervenciones urbanas a las que le prestó una especial dedicación.
En 1971 presentó su obra en una muestra internacional denominada “Arte de sistemas”, organizado por el Grupo CAYC (Centro de Arte y Comunicación), en el Museo de Arte Moderno de Buenos Aires.
En 1972 junto a otros artistas participó en el Grupo de los Trece, creado por Jorge Glusberg allí se relaciona con Luis Pazos y Horacio Zabala y conoce y comienza a trabajar con Edgardo Vigo, director de la revista de poesía visual de Diagonal Cero, editada en La Plata. De esa época data su grabado “En homenaje a los caídos el 25/5/73 en la lucha por la liberación”, actualmente expuesto en el Museo de Arte Contemporáneo de Rosario. La obra tiene un doble mensaje de homenaje de los militantes políticos y al grabador Adolfo Bellocq.
En 1988, luego de la dictadura militar instalada entre 1976 y 1983, participó en La Plata, del Grupo "Escombros: Artistas de lo que queda", junto a Horacio D’Alessandro, David Edward, Héctor Puppo y Luis Pazos. Su objetivo básico era buscar medios para sacar el arte a la calle y convertirlo en un mecanismo de amplificación de la conciencia colectiva. El grupo impulsó ampliamente la utilización de diversas técnicas de difusión no convencionales, como la fotografía de las obras de arte y su difusión masiva, la construcción de instalaciones y ambientaciones, la realización de performances, el arte correo, los libros de artista, etc.
En la década de 1990, integró el personal editorial del Observador Daltónico, primera revista en CD ROM publicada en Argentina, y de la revista de poesía visual Dos de Oro. Luego codirigió la revista de poesía visual La Tzara con Hilda Paz y, desde 1997 hasta la actualidad, la revista Vortex de gráfica experimental junto a Fernando García Delgado.
Entre muchas exposiciones y muestras se destaca la realizada en el año 2010 "selknam (yo/el otro)" Galería Carla Rey. En 2011 se publicó su libro "JUAN CARLOS ROMERO TIPO GRAFICO", una recopilación de la profusa obra tipográfica de este artista.
En noviembre de 2012 recibió el Premio Konex de Platino - Arte Conceptual: Quinquenio 2007

### Textos de Juan Carlos Romero
- "Arte y educación artística: ¿enemigos naturales?", Mesa Redonda, El Basilisco, Auditorio de la Alianza Francesa, 2 de septiembre de 2002

"Arte y Pensamiento Crítico" en conjunto con Marcelo Lo Pinto, Ed. Centro Cultural de la Cooperación año 2006

### Para ver
- Juan Carlos Romero, Museo de Arte Contemporáneo de Rosario. En el sitio pueden verse obras del artista.